# Stephen Maxwell
Stephen Breck Maxwell (Los Angeles, 29 aprile 1993) è un cestista statunitense.

## Palmarès
- Campionato finlandese: 1

Kauhajoen Karhu: 2017-18
- Liga Unike: 1

Peja: 2021-22